# Estruturas supersecundárias
Estruturas supersecudárias ou motivos (no inglês, motifs) são combinações de estruturas secundárias que podem ocorrer em diferentes proteínas globulares. Alguns fatores podem ser levados em consideração na formação dessas superestruturas como o tipo de estrutura secundária, a ordem em que se ligam e a lateralidade dessas regiões. Os motivos podem ter uma função específica de ligação ao ligante ou podem contribuir para a estrutura de um domínio. 

## Tipos de estruturas supersecundárias
As estruturas supersecundárias mais comuns são os grampos α-hélice, os grampos-β, os motivos β-α-β, as voltas (do inglês, coiled coil), as chaves gregas, as α-volta-α (do inglês, α-loop-α), as α-alça-α (do inglês, α-turn-α) e os motivos Rossmann. 
- Os grampos α-hélice são duas α-hélices antiparalelas unidas por uma região de alça. Esses motivos podem ser estabilizantes na estrutura da proteína, podem realizar a ligação entre duas moléculas ou podem atuar no dobramento da proteína em sua estrutura tridimensional correta. Um exemplo é a DNA-helicase, ela contém dois grampos α-hélice que ajudam na estabilização da enzima e a se ligar ao DNA.
- Os grampos-β são formados por folhas-β de 3 a 5 fitas, dobradas sobre si de maneira a formar uma estrutura semelhante a um grampo de cabelo. Eles podem ser paralelos ou antiparalelos com voltas de 2 a 15 resíduos unidos as fitas-β.

Esses motivos podem atuar na estabilidade da proteína, fazendo a interação entre cadeias β. Estão presentes na mioglobina, na qual um grampo-β ajuda na ligação da enzima ao oxigênio.
- β-α-β são motivos formados pela união de fitas-β antiparalelas unidas por uma α-hélice. Os motivos β-α-β ocorrem em diferentes proteínas, incluindo as proteínas de sinalização, nas quais esses motivos ajudam auxiliam a ligação a outras proteínas para a transmissão de sinais.
- As voltas são duas ou mais α-hélices torcidas uma sobre as outras. Elas auxiliam na formação do filamento de miosina, responsável pela contração muscular.
- As chaves gregas são formadas por quatro fitas-β organizadas em padrão quadrado, semelhante ao padrão decorativo chave grega. Algumas enzimas contêm motivos-chave gregos que as ajudam a catalisar reações.
- As α-volta-α são uma α-hélice seguida de uma região de volta e por outra α-hélice. Essas superestruturas desempenham diversas funções, até mesmo no processo de dobramento da proteína.
- As α-alça-α são α-hélices unidas uma alça. Este tipo de superestrutura, assim como as α-volta-α, é importante no dobramento proteico. Além disso, também auxiliam na flexibilidade de proteínas estruturais.

As voltas e alças não possuem estrutura secundária definida, e, a distinção entre elas nem sempre pode ser feita pelo tamanho da sequência. Nesses motivos αα, quando a volta é curta, as hélices são estabilizadas uma em relação à outra no espaço por meio de ligações hidrofóbicas entre cadeias laterais de resíduos de aminoácidos. Por fim, os motivos:
- Rossmann foram descritos por Michael G. Rossmann em 1974. Eles são compostos por duas folhas-β, cada uma com três fitas-β, unidas por uma α-hélice. Esse tipo de padrão ocorre em proteínas que se ligam a nucleotídeos, por exemplo, como as DNA helicases e as RNA polimerases.